# Важа-Пшавела
Ва́жа-Пшаве́ла (груз. ვაჟა-ფშაველა «сын из пшавов», псевдоним Луки Павловича Разикашви́ли (груз. ლუკა პავლეს ძე რაზიკაშვილი); 14 [26] июля 1861, селение Чаргали — 27 июня [10 июля] 1915, Тбилиси) — грузинский писатель и поэт XIX века, признанный классик грузинской литературы, старший брат Бачаны и Тедо Разикашвили (1869—1922).

## Происхождение
Согласно легенде, подтверждаемой Павлом Разикашвили, отцом писателя, среди основоположников их рода были мохевцы. По мнению большинства исследователей, предок Важи был изгнан из своей деревни за какую-то провинность. Дальний предок Важи, Имеда, был близок к царю Ираклию II; кроме того, его имя упоминалось судьёй из Пшави на заседании 6 июля 1750 года.
Предполагают, что фамилия Разикашвили появилась в 40-50-х годах XIX века — впервые она встречается в церковных записях 1850 года. Первый представитель фамилии, Имеда Разикашвили, был прославленным воином и отличался храбростью. Один из его сыновей, Беро, считался защитником деревни, но был крайне гордым: известно, что он отрезал правую руку у некоего Пилашвили только за то, что тот дотронулся до платья его жены. Одним из детей Беро был отец Важи, Павел Разикашвили.

## Биография

Важа-Пшавела с семьёй, 1905 г.

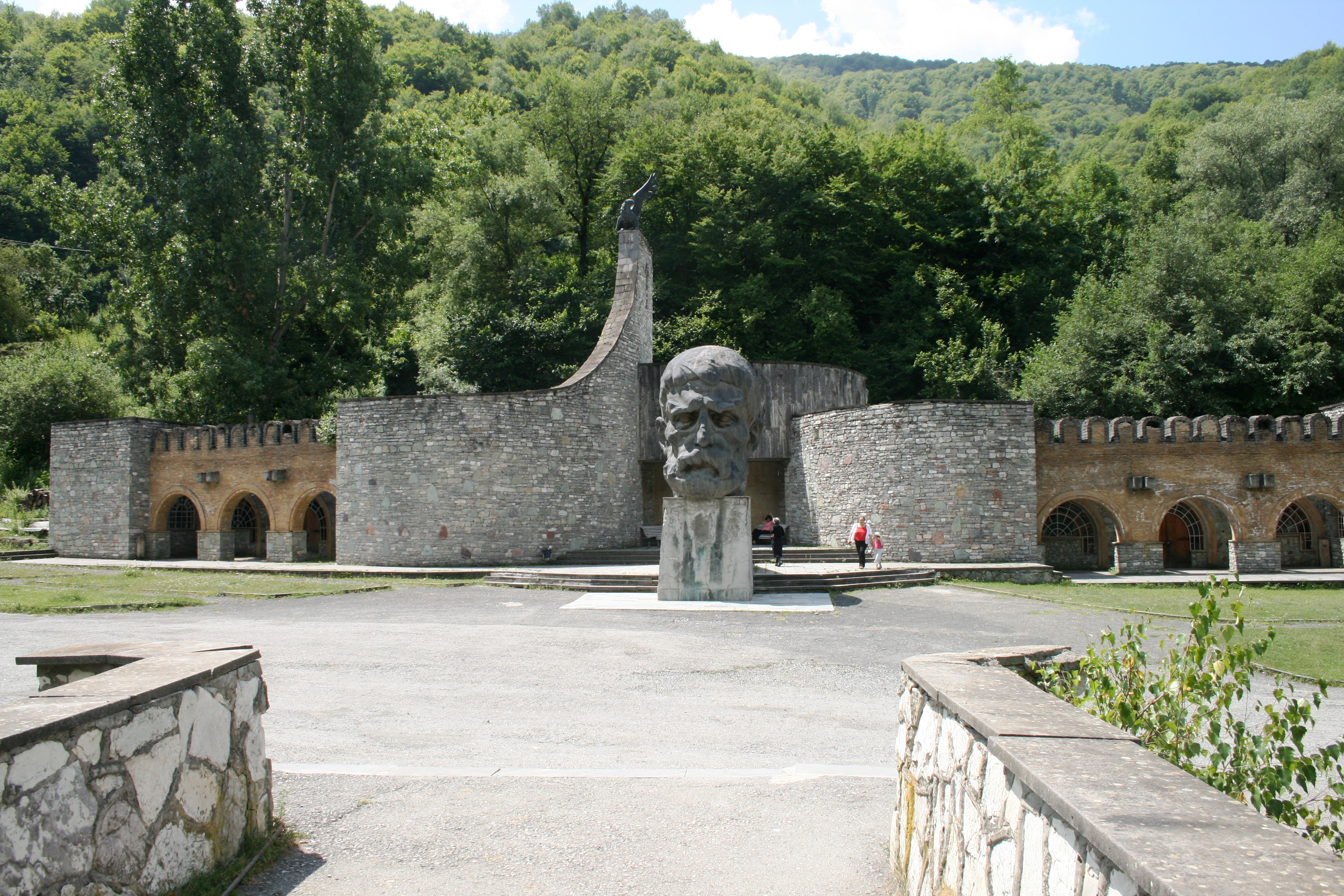
Мемориал Важи в Чаргали

Лука Разикашвили родился 14 (26) июля 1861 года в деревне Чаргали (Восточная Грузия), в семье священника. Воспитывался среди горцев: пшавов и хевсуров.
Когда мальчику исполнилось десять лет, родители отдали его в Телавское духовное училище. В шестнадцать лет юноша стал учиться в двухклассном гражданском училище при Тифлисском учительском институте.
В 1879 году Лука поступил в учительскую семинарию города Гори, где сблизился с кружком грузинских народников, руководителем которого был Михаил Кипиани. Однако вскоре он порывает связь с народниками из-за несоответствия идей кружка и его собственных. По окончании семинарии Л. Разикашвили был назначен учителем в Эрцо, но по прошествии короткого времени он был вынужден оставить службу из-за доноса. В течение последующих лет жизни обычным занятием для него стало земледелие; нередко ему приходилось пасти овец в горах.
Первые литературные опыты будущего классика грузинской литературы Важи-Пшавелы (такой псевдоним выбрал Л. П. Разикашвили) состоялись в 1881 году.
В 1883 году Важа уехал в Петербург, чтобы получить высшее образование, однако у него, как у окончившего семинарию, не было права на зачисление в университет. Поэтому поэт стал вольнослушателем юридического факультета, но в 1884 году из-за материальных затруднений он был вынужден вернуться на родину.
После возвращения из Петербурга писатель пытался поступить на государственную службу, однако в конце концов стал учителем в семье князя Амилахвари. В Отарашени Важа влюбился в молодую вдову Екатерину Небиеридзе и вскоре женился на ней. С 1896 года Важа-Пшавела служил учителем в селе Тонети (недалеко от Манглиси).
В апреле 1915 года писатель приехал в Тифлис для лечения, но в июне он умер вследствие тяжёлого воспаления лёгких.
Был похоронен в Тифлисе на кладбище Дидубе (ныне — Пантеон писателей и общественных деятелей Грузии). Впоследствии, в 1935 году, прах писателя был перенесён в Пантеон Мтацминда.

## Творчество
В своих лучших эпических произведениях Важа-Пшавела ставил проблемы взаимоотношения человека и общества, человека и природы; решал проблемы любви и долга перед народом...
Как певец родной природы Важа-Пшавела не имеет себе равных в грузинской поэзии. Пейзаж его полон движения и внутренних конфликтов. Язык насыщен всеми богатствами народного языка, и вместе с тем это безукоризненно точный литературный язык.
Начало литературной деятельности Важи-Пшавелы относится к 1881 году. Основной мотив его творчества — социально-этнографический: живя обыденной жизнью и традициями горцев, Важа-Пшавела в своих поэмах воспроизводил характерные черты их быта, разнообразные обычаи (например, цацлоба), идейные устремления («Гоготур и Апшина», «Стумар-Маспиндзели» и другие произведения).
При этом Важа-Пшавела наиболее рельефно отразил назревающую коллизию между новым и старым укладом, между добивающейся самостоятельности отдельной личностью и общинной «правдой». Его творчеству свойственно одухотворение природы, резко выраженный антропоморфизм. Антропоморфические образы поэта даны в тонах самобытной реалистической символики, далёкой от абстрактно-метафизических построений.
Творчество поэта, сознающего своё бессилие в настоящем, проникнуто романтической меланхолией. Кроме того, оно касается проблемы зависимости проявления личных дарований от социальной среды (образ Миндиа из поэмы «Гвелис Мчамели» («Поедающий змей», «Змееед»)).
Художественные произведения Важи-Пшавелы написаны на литературном грузинском языке, но в его поэмах и стихотворениях сохранён местный диалект и возвышенный лирический тон, свойственный народной поэзии пшавов и хевсуров.
Творческое наследие одного из классиков грузинской литературы Важи-Пшавелы представлено тридцатью шестью поэмами, а также стихотворениями (около четырёхсот), пьесами, рассказами и статьями. Лейтмотивом творчества В. Пшавелы стали испытания, выпавшие на долю Грузии. В одном из своих самых известных стихов Важа сравнил Грузию с раненым орлом.
Его поэзия переводилась на русский язык Борисом Пастернаком, Мариной Цветаевой, Осипом Мандельштамом, Николаем Заболоцким. Современные режиссёры ставят спектакли и снимают художественные фильмы по его произведениям.

## Сочинения
Поэмы

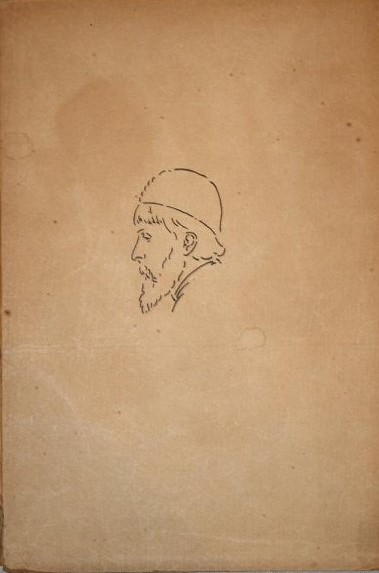
Обложка книги на грузинском языке. Важа-Пшавела (1930)

- «Гоготур и Апшина» (1886)[10] — переводы О. Мандельштама и М. Цветаевой
- «Рассказ старика» (1886)[10]
- «Алуда Кетелаури» (1888)[4]
- «Бахтриони» (1892)[4]
- «Гость и хозяин» (1893)[4]
- «Змееед» (1901)[4]
- «Этери»  — перевод М. Цветаевой

Избранные стихотворения
- «Раненый барс» (1890)[4] — перевод М. Цветаевой
- «Письмо пшава-солдата матери» (1915)[4]

Пьесы
- «Отверженный» (1894)[4]

### Издания произведений
на русском языке (переводы)
- Важа-Пшавела. Избранные сочинения. — Тбилиси, 1939. — 500 с.
- Важа-Пшавела. Поэмы. — М., 1947.
- Важа-Пшавела. Стихотворения и поэмы. — 2-е издание. — Л., 1947.
- Важа-Пшавела. Сочинения. — М., 1958. — Т. 1—2.
- Важа-Пшавела. Избранные произведения. — Тбилиси, 1961. — Т. 1—2.

## Экранизации произведений

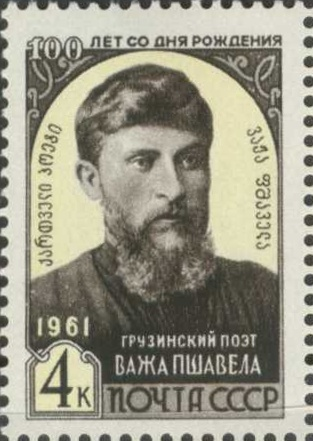
Почтовая марка СССР, 1961 год

- Свадьба соек (мультфильм), 1957 — по одноимённому рассказу
- Полуцыплёнок (мультфильм), 1962 — по мотивам одноимённой поэмы
- Мольба (фильм), 1967 — по мотивам поэм «Алуда Кетелаури» и «Гость и хозяин»
- Юбилей соловья (мультфильм), 1978 — по рассказу «Певцы природы»
- Как доброго молодца женили 1983 — по поэме «Повесть о Иване Которашвили»
- Свадьба соек (фильм), 1984 — по мотивам ряда рассказов

## Память
В Тбилиси в честь Важи-Пшавелы названа одна из станций Сабурталинской линии Тбилисского метрополитена — станция «Важа-Пшавела» — и проспект Важи-Пшавелы в городском районе Сабуртало.
Именем поэта названы улицы Важа-Пшавела в Батуми и Назрани.